# 楔叶柃
楔叶柃（学名：Eurya cuneata）为山茶科柃木属下的一个种。

## 扩展阅读
- 維基物種上的相關：楔叶柃